# العلاقات الأفغانية الغابونية
العلاقات الأفغانية الغابونية هي العلاقات الثنائية التي تجمع بين أفغانستان والغابون.

## مقارنة بين البلدين
هذه مقارنة عامة ومرجعية للدولتين:
| وجه المقارنة                                              | أفغانستان                    | الغابون                        |
| --------------------------------------------------------- | ---------------------------- | ------------------------------ |
| المساحة (كم2)                                             | 652.23 ألف                   | 267.67 ألف                     |
| عدد السكان (نسمة)                                         | 34.94 مليون                  | 2.03 مليون                     |
| الكثافة السكانية (ن./كم²)                                 | 53.57                        | 7.58                           |
| العاصمة                                                   | كابل                         | ليبرفيل                        |
| اللغة الرسمية                                             | اللغة البشتوية، اللغة الدرية | لغة فرنسية                     |
| العملة                                                    | أفغاني                       | فرنك وسط أفريقي                |
| الناتج المحلي الإجمالي (بليون دولار)                      | 20.82 مليار                  | 14.62 مليار                    |
| الناتج المحلي الإجمالي (تعادل القوة الشرائية) بليون دولار | 62.62 مليار                  | 34.65 مليار                    |
| الناتج المحلي الإجمالي الاسمي للفرد دولار أمريكي          | 594                          | 8.27 ألف                       |
| الناتج المحلي الإجمالي للفرد دولار أمريكي                 | 1.93 ألف                     | 19.43 ألف                      |
| مؤشر التنمية البشرية                                      | 0.479                        | 0.684                          |
| رمز المكالمات الدولي                                      | +93                          | +241                           |
| رمز الإنترنت                                              | .af                          | .ga                            |
| المنطقة الزمنية                                           | ت ع م+04:30                  | ت ع م+01:00، توقيت غرب أفريقيا |

## منظمات دولية مشتركة
يشترك البلدان في عضوية مجموعة من المنظمات الدولية، منها:
| علم المنظمة | اسم المنظمة                               | تاريخ انضمام أفغانستان | تاريخ انضمام الغابون |
| ----------- | ----------------------------------------- | ---------------------- | -------------------- |
|             | يونسكو                                    | 4 مايو 1948            | 16 نوفمبر 1960       |
|             | مؤسسة التمويل الدولية                     | 23 سبتمبر 1957         | 20 أكتوبر 1970       |
|             | المركز الدولي لتسوية المنازعات الاستشارية | 25 يوليو 1968          | 14 أكتوبر 1966       |
|             | منظمة التعاون الإسلامي                    | ?                      | ?                    |
|             | منظمة حظر الأسلحة الكيميائية              | ?                      | ?                    |
|             | مؤسسة التنمية الدولية                     | 2 فبراير 1961          | 4 نوفمبر 1963        |
|             | وكالة ضمان الاستثمار متعدد الأطراف        | 16 يونيو 2003          | 26 مارس 2003         |
|             | الاتحاد البريدي العالمي                   | ?                      | ?                    |
|             | منظمة الشرطة الجنائية الدولية             | ?                      | ?                    |
|             | الأمم المتحدة                             | 19 نوفمبر 1946         | 20 سبتمبر 1960       |
|             | الاتحاد الدولي للاتصالات                  | 12 أبريل 1928          | 28 ديسمبر 1960       |
|             | البنك الدولي للإنشاء والتعمير             | 14 يوليو 1995          | 10 سبتمبر 1963       |

## وصلات خارجية
- موقع وزارة الخارجية الأفغانية